# Jean Delannoy
Jean Delannoy (ur. 12 stycznia 1908 w Noisy-le-Sec, zm. 18 czerwca 2008 w Guainville) – francuski reżyser, scenarzysta i montażysta filmowy.

## Życiorys
Był potomkiem rodziny hugenockiej. W czasie studiów w Paryżu związał się z przemysłem filmowym, występując jako aktor w filmach niemych, a także pracując jako montażysta (m.in. przy filmie ukraińskiego emigranta Anatole'a Litvaka Tovaritch z 1935). Od 1933 zajął się też reżyserią filmów fabularnych, początkowo o charakterze komercyjnym. Tworzył w tym okresie filmy przygodowe, m.in. Makao, piekło gry (1939, z udziałem Ericha von Stroheima), Pontcarral (1942) oraz melodramaty (Raj szatana, 1938).
Szerokie uznanie Delannoy zyskał filmem Wieczny powrót (1943) według scenariusza Jeana Cocteau, z główną rolą Jeana Marais. Przez kolejne lata cieszył się opinią twórcy kina ambitnego, przedstawiciela tzw. „jakości francuskiej”. Symfonia pastoralna (1946), na podstawie Andre Gide'a i z Pierre Blancharem oraz Michèle Morgan w głównych rolach, zdobyła Grand Prix na pierwszym w historii MFF w Cannes. Z kolei film Bóg potrzebuje ludzi (1950) wyróżniono na 11. MFF w Wenecji.
Delannoy nakręcił również m.in. filmy Kości rzucone (1947, na podstawie Jeana-Paula Sartre’a), Tajemnica Mayerlingu (1949, z Jeanem Marais), Niepotrzebny (1951), Minuta zwierzeń (1952, w rolach głównych Jean Gabin i Michèle Morgan), Jak bezpańskie psy (1955, z Jeanem Gabinem), Dzwonnik z Notre-Dame (1957, na podstawie Wiktora Hugo, z udziałem Anthony’ego Quinna i Giny Lollobrigidy).
Od połowy lat 50. Delannoy powrócił do kina popularnego (zajął się także filmem na potrzeby telewizji), tworząc m.in. Pułapkę (1958) i Śmierć na klęczkach (1959), z Jeanem Gabinem w roli komisarza Maigreta. Pułapka otrzymała nominację do nagrody BAFTA. Nakręcił również m.in. Księżną de Cleves (1960, z Mariną Vlady i Jeanem Marais) czy Arcylokaja (1964). Na początku lat 70. skoncentrował się na reżyserii telewizyjnej, by po kilkunastu latach zaprezentować kilka monumentalnych obrazów o tematyce religijnej – Bernadette (1988), Pasja Bernadette (1990), Maria z Nazaretu (1995).
Poza reżyserowaniem, Delannoy był również autorem scenariuszy do wielu swoich filmów (m.in. Kości rzucone, Symfonia pastoralna, Tajemnica Mayerlingu, Maria Antonina, królowa Francji, Pułapka, Śmierć na klęczkach, Bernadette, Pasja Bernadette, Maria z Nazaretu).
Zasiadał w jury konkursu głównego na 26. MFF w Cannes (1973). W uznaniu swoich zasług dla kinematografii francuskiej otrzymał w 1986 Honorowego Cezara za całokształt twórczości.